# 世界 止めて
「世界 止めて」（せかい とめて）は、竹井詩織里の5枚目のシングル。CDコードはGZCA-4047。

## 概要
竹井詩織里の初のテレビアニメタイアップ曲にして、最大の売上を記録している。

## 収録曲
1. 世界 止めて
  - 作詞：竹井詩織里／作曲：大野愛果／編曲：小林哲
  - 読売テレビ・日本テレビ系アニメ『名探偵コナン』エンディングテーマ
2. 追憶
  - 作詞：竹井詩織里／作曲・編曲：後藤康二
3. 夕暮れの雨と
  - 作詞：竹井詩織里／作曲：望月衛／編曲：小林哲
4. 世界 止めて（less vocal）

## 収録アルバム
- second tune 〜世界 止めて〜
- THE BEST OF DETECTIVE CONAN 3 〜名探偵コナン テーマ曲集3〜
- GIZA studio 10th Anniversary Masterpiece BLEND 〜LOVE Side〜
- 竹井詩織里 ベスト
- GIZA studio presents -Girls-

| テレビアニメ『名探偵コナン』エンディングテーマ 2005年7月18日 - 2005年10月17日 |                            |                                               |
| 前作: 三枝夕夏 IN db 『ジューンブライド 〜あなたしか見えない〜』              | 竹井詩織里 『世界 止めて』 | 次作: 岩田さゆり 『Thank You For Everything』 |